# Ялемзерф Йехуалав
Ялемзерф Йехуалав Денса (англ. Yalemzerf Yehualaw Densa,род. 3 августа 1999) — эфиопская легкоатлетка, специализирующаяся в беге на длинные дистанции.

## Спортивные достижения
Бронзовый призёр чемпионата мира по полумарафону в индивидуальном зачёте и чемпионка мира по полумарафону в командном зачёте (2020).
Чемпионка Африканских игр в полумарафонском беге (2019).
Рекордсменка мира по шоссейному бегу на 10 километров в смешанных забегах (29.14; 2022).
29 августа 2021 года победила в смешанном (при одновременном участии мужчин и женщин) полумарафонском забеге в британском Ларне со временем 1:03.44, что превысило действующий на тот момент мировой рекорд среди женщин в таких забегах (1:04.02). Однако, впоследствии выяснилось, что показанный эфиопской спортсменкой результат не мог быть ратифицирован как мировой рекорд из-за неточного измерения длины трассы соревнований, которая оказалась на 54 метра короче необходимой (21 097,5 м).